# WWV (授时台)

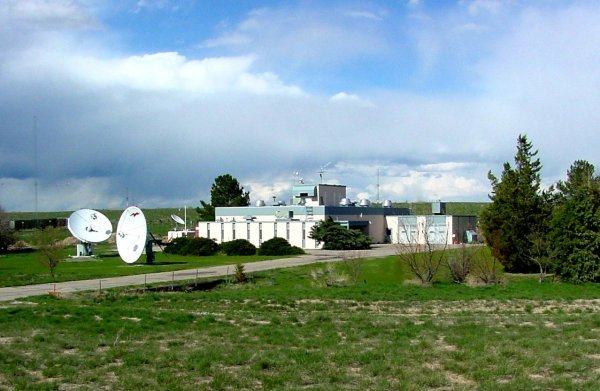
WWV授时台（摄于2002年）

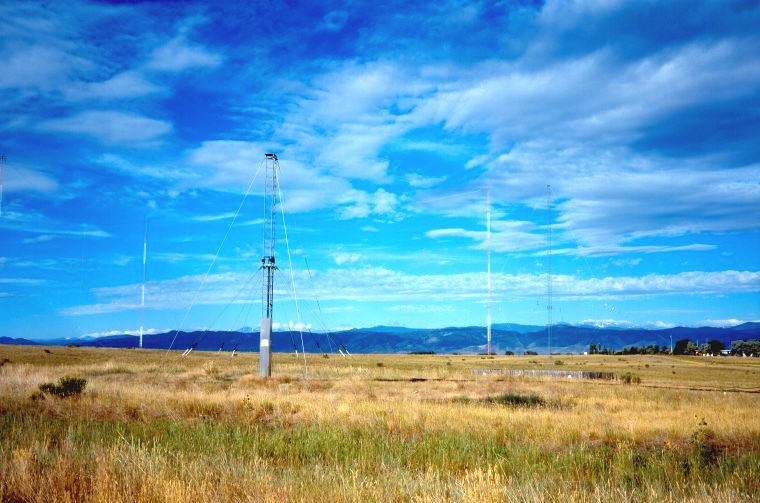
WWV在15 MHz发播使用的天线

WWV是一个短波授时台，位于美国科罗拉多州科林斯堡附近。它自1945年起开始连续播出时间信号，并执行美国政府的频率标准，发射机的工作频率为2.5、5、10、15、20和25 MHz。WWV由美国国家标准与技术研究院（NIST）负责运营，并接受其时间和频率部门的监督，该部门隶属于位于马里兰州盖瑟斯堡的NIST物理测量实验室。
WWV于1919年由华盛顿特区标准局建立，是美国历史最悠久的连续运营广播电台之一。2019年10月1日，NIST举办了纪念WWV成立一百周年的庆典。
1931年，电台搬迁到马里兰州郊区，之后于1966年搬迁到科林斯堡附近。WWV与长波电台WWVB共用该站点，后者以60  kHz频率发射载波和时码（无语音）。NIST还在夏威夷运营授时台WWVH。WWV和WWVH每分钟都会以协调世界时播报一天的时间，并每小时播报其他普通信息，包括全球定位系统（GPS）卫星群的状态。由于WWV和WWVH同时使用相同的频率进行广播，因此WWV使用男声，以区别于WWVH使用女声。

## 授时
自1945年以来，WWV一直在授权由政府机构NIST和美国海军天文台（USNO）提供的“美国官方时间”，以确保全美和全世界保持统一的时间。WWV随时免费提供时间信息，为公众提供服务。
通过WWV发出的时间信号，无线电控制时钟、气象站和无线电波手表等计时设备可以自动保持准确的时间，而无需手动调整。这些时间信号被商业和机构所使用，准确的时间在日常运作中起着至关重要的作用，包括航运、运输、技术、研究、教育、军事、公共安全和电信。时间信号在广播领域尤为重要，无论是商业、公共还是私人利益，如业余无线电爱好者，他们会使用广播电台的信号来测试自己的设备。

### 发播系统
| WWV各频率天线位置 | WWV各频率天线位置                                    |
| ----------------- | ---------------------------------------------------- |
| 2.5 MHz           | 40°40′55.0″N 105°2′33.6″W / 40.681944°N 105.042667°W |
| 5 MHz             | 40°40′41.9″N 105°2′27.2″W / 40.678306°N 105.040889°W |
| 10 MHz            | 40°40′47.7″N 105°2′27.4″W / 40.679917°N 105.040944°W |
| 15 MHz            | 40°40′44.8″N 105°2′26.9″W / 40.679111°N 105.040806°W |
| 20 MHz            | 40°40′52.8″N 105°2′30.9″W / 40.681333°N 105.041917°W |
| 25 MHz            | 40°40′50.8″N 105°2′32.6″W / 40.680778°N 105.042389°W |

WWV通过六个发射机进行广播，每个发射机专用于一个频率。WWV、WWVB和WWVH的发射频率和时间信号，以及四个铯原子钟的时间信号都由位于科罗拉多州博尔德附近的NIST时间和频率部负责维护。WWVB的载波频率精确度为1014分之1，可用作频率基准。广播时间与世界协调时的误差在100 ns以内，与国家时间标准的误差在20 ns以内。
2.5 MHz和20 MHz的发射机ERP为2.5 kW，而其他三个频率的发射机ERP为10 kW。每个发射机都有一个专用天线，高度相当于其波长的二分之一，信号辐射模式为全向。每个天线塔的上半部分都有一个四分之一波长的辐射元件，下半部分使用九根缆绳作为额外的辐射元件，这些缆绳与天线塔的中点相连，与地面呈一比一的斜度，长度为波长的⁠√2/4倍。

### 电话授时
WWV的时间信号亦可通过电话拨打+1(303)499-7111获取。电话通话限时2分钟，由于电话网络传播时间的原因，信号平均延迟30毫秒。

## 历史

### 建立

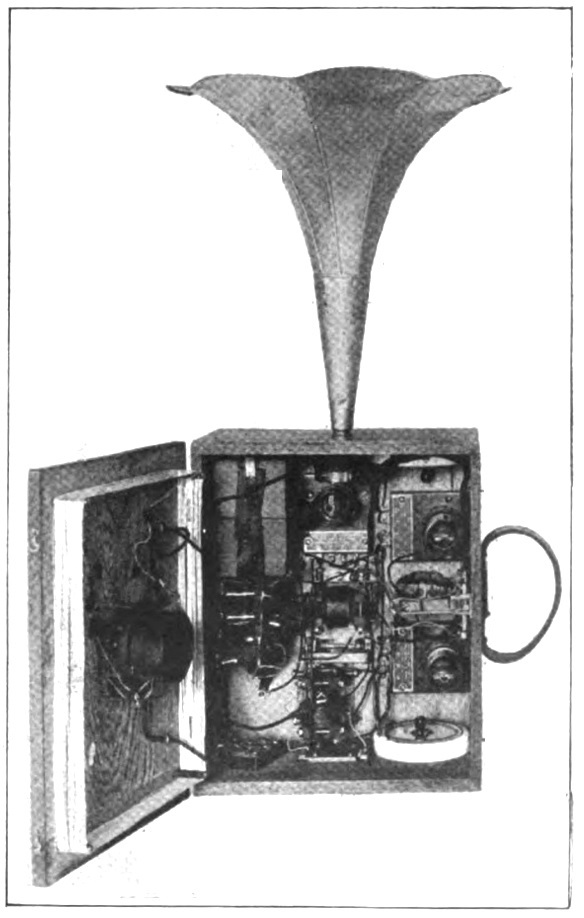
除了每周通过WWV进行广播外，标准局还于1920年5月推出了“传声筒”，人们可以用它“接收信号、音乐或语音形式的无线脉冲，并通过高声电话和喇叭再现这些脉冲”。

关于WWV存在的最早正式记录是1919年10月1日出版的商务部《无线电服务公报》，该公报将WWV列为一个新的"实验电台"，分配给华盛顿特区的标准局，并随机发布了WWV呼号，该电台最初还不具备授时服务。不过，早些时候也有报道称，从上一年2月开始，该台就进行了无线电信号测试。
据报道，截至1920年5月，该局的无线电实验室每周五晚8:30至11:00进行音频发播，发射频率为600 kHz。同月，该局展示了一种名为"传声筒"的便携式无线电接收器，据称可以接收15英里（24）以外的广播。翌年8月的一篇报纸文章报道称，每周的音频发播在距离华盛顿100英里（160）的地方都能听到。它还指出："该局已经对无线电进行了几个月的实验测试，并已达到完成目的的发展阶段，对他们来说进一步的实验是无用的，他们将停止发播"。1921年1月，田纳西州查塔努加的一位听众报告说，他听到了"从标准局呼啸而出的爵士声"。
1920年12月15日，WWV开始用摩尔斯电码在750  kHz上播放由美国市场局编写的500个字的"每日广播市场节目"，据称在华盛顿200英里（320）范围内都能收听到。之后，1921年4月15日，报告的责任移交给了邮政部运营的四个站点，包括位于华盛顿特区的WWX。

### 标准频率发播
1922年底，WWV的目标转向广播标准频率信号。这对广播和业余电台来说是一个重要的帮助，因为它们当时的设备有限，很难保持在指定的频率上。测试于1923年1月29日开始。定期发播于1923年3月6日开始进行，包括7个发射频率，频率范围为550至1,500  kHz（波长为545至200米）。频率精确度"优于十分之三"。起初，发射机必须使用波表从一个频率手动切换到另一个频率。20世纪20年代中期发明了第一批石英谐振器（用于稳定频率发生振荡器），它们大大提高了WWV频率广播的准确性。

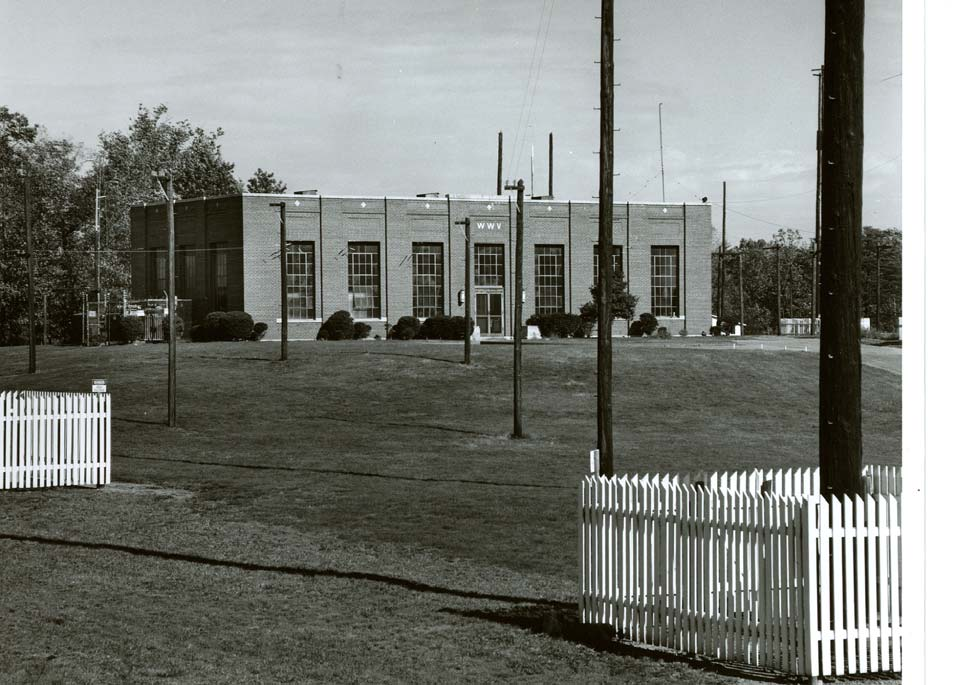
贝尔茨维尔发射台之一（1943-1966）

1926年，WWV计划关闭。它的信号只能覆盖美国的东半部，而位于明尼阿波利斯、斯坦福大学和麻省理工学院的其他电台正逐渐使WWV的地位变得多余。1926年，WWV宣布即将关闭，但依靠该广播服务的市民们纷纷提出抗议，这才挽救了它。后来，在1931年，WWV进行了一次升级。它的发射机现在由石英谐振器直接控制，并搬到了马里兰州的学院公园。广播开始使用5 MHz。一年后，电台再次搬迁到马里兰州贝尔茨维尔的农业部土地上。1937年6月，增加了10和15 MHz的广播频率，功率也有所增加，广播中还增加了时间信号、A440提示音和电离层报告。
1940年11月6日，WWV差点毁于一场大火，后来频率和发射设备得以恢复，电台在功率减弱后于11月11日重新开播。1941年7月，美国国会出资在旧址以5（3.1英里）处建造了一个新的广播站。新电台建在旧址的南面，仍被称为贝尔茨维尔（尽管1961年发射台所在地更名为马里兰州格林贝尔特）。1943年8月1日，WWV恢复了2.5、5、10和15 MHz的正常广播。

### 时间信号发播
从1913年开始，美国东部主要的官方时间广播站是位于弗吉尼亚州阿灵顿的海军NAA。NAA于1941年退役。1937年，WWV开始广播秒脉冲，但最初并未与实际时间同步。1944年6月，美国海军天文台允许WWV使用美国海军天文台的时钟作为时间信号源。一年多后，1945年10月，WWV开始每五分钟播放一次莫尔斯电码时间播报。语音播报从1950年1月1日开始，每五分钟播报一次。音频频率为600赫兹和440赫兹，每分钟交替播放。此时，WWV的广播频率为2.5、5、10、15、20、25、30和35 MHz。30和35 MHz广播于1953年停播。
二进制编码的十进制时间码于1960年开始测试，并于1961年成为永久性编码。这种“NASA时间码”被调制在频率为100 Hz的1  kHz音频上，听起来有点像单调重复的“baaga-bong”。该时间码还被描述为听起来像“嗡嗡声”。1971年7月1日，时间码的广播改为100 Hz副载波，使用普通收音机时听不到（但使用耳机可以听到或使用图表记录器记录）。
1966年12月1日，WWV搬到了科林斯堡附近，这样，整个美国大陆都能更好地接收到它的信号。早在三年前，WWVB就已在该地签约。1967年4月，WWV停止使用发射台所在地的当地时间（1966年前为东部时间，1966年后为山区时间），转而使用格林威治标准时间（GMT）。1974年，电台再次改用协调世界时（UTC）。
20 MHz和25 MHz广播于1977年中断，但20 MHz广播于次年恢复。从2014年4月4日开始，25 MHz信号以“试验”模式重新播出。
1991年8月13日之前，WWV使用的是专业播音员唐•埃利奥特•希尔德的声音，因为设备更换，重新录制了另一位专业播音员约翰•多伊尔的声音，但很快又换成了KSFO早间主持人李•罗杰斯的声音。从那以后，约翰•多伊尔的声音又重新回到了广播中。
在NIST 2019财政年度的预算申请中，WWV以及WWVB和WWVH被建议撤资和取消。不过，2019年NIST的最终预算保留了这三个站点的经费。

### WWV与卫星
1958年，WWV的20 MHz信号被用于一个独特的目的：跟踪苏联人造卫星史普尼克1号在机载电子设备失灵后的解体情况。俄亥俄州立大学教授约翰•D•克劳斯（John D. Kraus）知道，流星进入高层大气后会留下少量电离空气。这些空气会将杂散的无线电信号反射回地球，从而在几秒钟内增强地表的信号。这种效应被称为流星散射。克劳斯认为，人造地球卫星的残骸也会产生同样的效应，只不过规模更大而已。他的预测是正确的；WWV的信号明显增强，持续时间超过一分钟。信号增强的方向和时间与人造地球卫星最后轨道路径的预测一致。利用这些信息，克劳斯绘制出了人造地球卫星解体的完整时间表。特别是，他观察到卫星并不是作为一个整体坠落的；相反，飞船在靠近地球时分解成了各个组成部分。

## 广播内容
除标准载波频率外，WWV还使用标准双侧带振幅调制来传输附加信息。WWV的传输遵循每分钟重复一次的固定模式。它们与姊妹台WWVH相互协调，以防止相互之间的干扰。由于两台非常相似，因此在此对两台同时进行介绍。
| Second  | WWV                 | WWVH                |
| ------- | ------------------- | ------------------- |
| 0–1     | 分钟蜂鸣声（0.8秒） | 分钟蜂鸣声（0.8秒） |
| 1–45    | 标准音调或语音播报  | 标准音调或语音播报  |
| 45–52.5 | 静默                | 语音报时            |
| 52.5–60 | 语音报时            | 静默                |

### 日期与时间
WWV发送的日期和准确时间如下：
1. 英语语音报时。
2. 日期和时间的二进制十进制时间码，以100赫兹音调的不同长度脉冲形式传输，每秒一位。[35]

在这两种情况下，传送的时间都是协调世界时（UTC）。

### 秒与分的音频

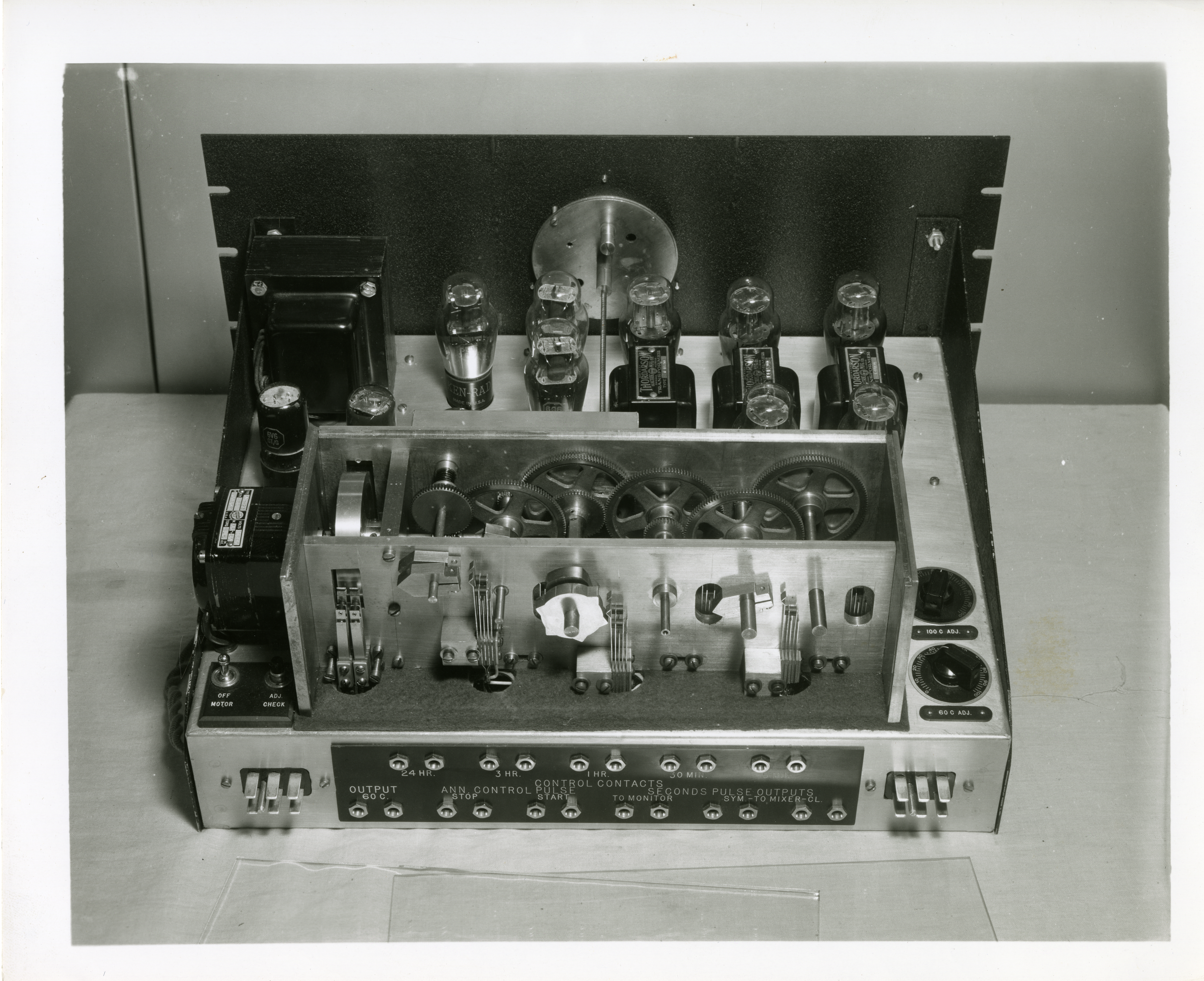
WWV的秒脉冲发生器，摄于1943年

WWV每秒传送一次音频“滴答”声，以便进行精确的手动时钟同步。这些“滴答”声始终在传输，即使在语音播报和静音期间也是如此。每个“滴答”从秒开始，持续5毫秒，由5个周期的1,000赫兹正弦波组成。为了使嘀嗒声更加突出，所有其他信号都会被抑制40毫秒，从秒钟前10毫秒到秒钟后30毫秒（嘀嗒声后25毫秒）。例外情况是，在29秒或59秒时不发送滴答声（也不发送静音间隔）。在闰秒的情况下，一分钟的第60秒也不发送。
分钟时，滴答声延长为0.8秒长的蜂鸣声，随后是0.2秒的静音。小时，分钟脉冲以1500赫兹而不是1000赫兹的频率传送。音调的开始与分钟的开始相对应。
在1秒到16秒（含1秒）之间，UTC和UT1之间的时差是通过将一些每秒一次的刻度加倍来传输的，在第一个刻度之后100毫秒传输第二个刻度。（第二个刻度会抢先传输其他信息，但不会进入静默区）这个差值的绝对值（以十分之一秒为单位）由加倍刻度的数量决定。符号由位置决定；如果加倍刻度从秒1开始，UT1就领先于UTC；如果从秒9开始，UT1就落后于UTC。
WWVH发送类似的5毫秒滴答声，但以6个周期1200赫兹的频率发送。分钟提示音也是1,200赫兹，但小时提示音为1,500赫兹。嘀嗒声和分钟声以100%调制（两个边带均为-3dBc）传输。

### 语音播报
每分钟结束时都会语音播报一天的时间，提示下一分钟的哔声时间。语音播报的格式为：“在提示音中，X时Y分，协调世界时”。语音播报为男声，在分钟提示音前7.5秒开始。
WWVH以女声播报相同的时间，从分钟音前15秒开始。
语音播报刚开始时的措辞是“国家标准局，WWV；当提示音再次响起时，东部标准时间为[以12小时格式表示的时间，如下午4时10分]"。随后是以摩尔斯电码发送的4位数格林尼治标准时间。1967年改用格林尼治标准时间后，广播变为“科罗拉多州科林斯堡国家标准局WWV；下一次提示音从格林尼治标准时间X小时Y分钟开始”。然而，这种形式并不长久。1971年，广播再次改为现在的形式。“格林威治时间，X时Y分"。1974年，“格林威治标准时间”更名为“协调世界时”。.
语音定时播报以75%调制（-1.25dBc）发送，即载波在额定功率的25%至175%之间变化。

### 其他公告的语音播报
WWV每小时播放44秒的政府各部门官方公告（代替标准频率音调）：
- 每小时00和30分播报站台标识；
- 在04分（WWVH为03分），NIST将播出有关WWV和WWVH操作手动更改的任何通知，如闰秒通知。截至2023年,NIST会在08分发送实验信号通知。
- 08分（WWVH为48分），播出一些特殊的大气传播测试信号，包括“高斯白噪声、频率上下变化的啾啾声和振幅、频率和长度变化的音调”各几秒钟。[41][42][43]这些信号于2021年11月15日开始发出。
- 18分，美国国家海洋和大气管理局会发送一份特别的"地球物理警报"报告，其中包含有关太阳活动和短波无线电传播条件的信息。下面是2018年5月24日9时05分（世界协调时）的这一公告示例：Solar-terrestrial indices for 23 May follow. Solar flux 73 and estimated planetary A-index 9. The estimated planetary K-index at 0900 UTC on 24 May was 1. No space weather storms were observed for the past 24 hours. No space weather storms are predicted for the next 24 hours."[44]参考翻译：
- 5 月 23 日的日地指数如下。太阳通量为 73，估计行星 A 指数为 9。过去 24 小时未观测到空间天气风暴。预计未来 24 小时内不会出现空间天气风暴。"
- 在47分和52分，WWVH会播出有关电话授时服务的公告。

附加消息通常以标准频率音调的形式传输，但必要时可由语音信息抢先传输：
- 如果有国防部的信息，WWV会在10分播放；WWVH会在50分播放。[45]
- 16分用于在必要时发布更多NIST公告。

WWVH以不同的时间播放相同的信息。WWV和WWVH的语音播报在时间上避免串扰；WWV在WWVH会在播出语音播报时发出无音频载波，反之亦然。
以前由WWV播放但现已停播的公告包括：
- 海洋风暴警报由美国国家气象局提供，大西洋的警报时间为每小时08分和09分，太平洋的警报时间为每小时10分，必要时可在每小时11分发布附加警报。WWVH的风暴警报播出时间为48分至51分，覆盖夏威夷群岛和远东地区，而不是北美。WWV和WWVH于2019年2月7日停止了所有气象内容，之前占用的时段现在被归类为"NIST保留"。
- 14分和15分，由海岸警卫队导航中心提供的GPS卫星健康报告（WWVH为43分和44分）。
- 在欧米茄导航系统于1997年关闭之前，欧米茄的状态报告在每小时16点播出。
- 有人曾提议在2011年9月6日停止地球物理警报。[46]然而，截至2011年6月17日，WWV宣布撤回该决定，地球物理警报报告"将在可预见的未来继续进行"。

| 分 | WWV          | WWVH     |    | 分       | WWV      | WWVH |        | 分           | WWV | WWVH |
| 00 | 电台标识     | 静默     | 20 | 500 Hz   | 600 Hz   | 40   | 500 Hz | 600 Hz       |     |      |
| 01 | 600 Hz       | 440 Hz   | 21 | 600 Hz   | 500 Hz   | 41   | 600 Hz | 500 Hz       |     |      |
| 02 | 440 Hz       | 600 Hz   | 22 | 500 Hz   | 600 Hz   | 42   | 500 Hz | 600 Hz       |     |      |
| 03 | 静默         | NIST公告 | 23 | 600 Hz   | 500 Hz   | 43   | 静默   | 500 Hz       |     |      |
| 04 | NIST公告     | 静默     | 24 | 500 Hz   | 600 Hz   | 44   | 静默   | 600 Hz       |     |      |
| 05 | 600 Hz       | 500 Hz   | 25 | 600 Hz   | 500 Hz   | 45   | 静默   | 地球物理警报 |     |      |
| 06 | 500 Hz       | 600 Hz   | 26 | 500 Hz   | 600 Hz   | 46   | 静默   | 600 Hz       |     |      |
| 07 | 600 Hz       | 500 Hz   | 27 | 600 Hz   | 500 Hz   | 47   | 静默   | NIST公告     |     |      |
| 08 | 科学调制     | 静默     | 28 | 500 Hz   | 600 Hz   | 48   | 静默   | 科学调制     |     |      |
| 09 | 600 Hz       | 静默     | 29 | 静默     | 电台标识 | 49   | 静默   | (NIST保留）  |     |      |
| 10 | (NIST保留）  | 静默     | 30 | 电台标识 | 静默     | 50   | 静默   | (NIST保留）  |     |      |
| 11 | 600 Hz       | 500 Hz   | 31 | 600 Hz   | 500 Hz   | 51   | 静默   | (NIST保留）  |     |      |
| 12 | 500 Hz       | 600 Hz   | 32 | 500 Hz   | 600 Hz   | 52   | 静默   | NIST公告     |     |      |
| 13 | 600 Hz       | 500 Hz   | 33 | 600 Hz   | 500 Hz   | 53   | 600 Hz | 500 Hz       |     |      |
| 14 | 500 Hz       | 600 Hz   | 34 | 500 Hz   | 600 Hz   | 54   | 500 Hz | 600 Hz       |     |      |
| 15 | 600 Hz       | 静默     | 35 | 600 Hz   | 500 Hz   | 55   | 600 Hz | 500 Hz       |     |      |
| 16 | 500 Hz       | 静默     | 36 | 500 Hz   | 600 Hz   | 56   | 500 Hz | 600 Hz       |     |      |
| 17 | 600 Hz       | 静默     | 37 | 600 Hz   | 500 Hz   | 57   | 600 Hz | 500 Hz       |     |      |
| 18 | 地球物理警报 | 静默     | 38 | 500 Hz   | 600 Hz   | 58   | 500 Hz | 600 Hz       |     |      |
| 19 | 600 Hz       | 静默     | 39 | 600 Hz   | 500 Hz   | 59   | 静默   | 电台标识     |     |      |

#### 半小时一次的电台标识广播

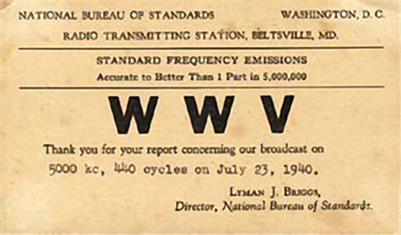
一张1940年的WWVQSL卡片

WWV每小时有两次电台标识广播，分别在0分和30分。标识原文如下：
National Institute of Standards and Technology time: this is Radio Station WWV, Fort Collins Colorado, broadcasting on internationally allocated standard carrier frequencies of 2.5, 5, 10, 15, and 20 megahertz, providing time of day, standard time interval, and other related information. Inquiries regarding these transmissions may be directed to the National Institute of Standards and Technology, Radio Station WWV, 2000 East County Road 58, Fort Collins, Colorado, 80524.
参考译文：
美国国家标准与技术研究院时间：这里是科罗拉多州柯林斯堡的 WWV 广播电台，使用 2.5、5、10、15 和 20 兆赫兹的国际分配标准载波频率进行广播，提供一天的时间、标准时间间隔和其他相关信息。有关这些传输的问题，可直接向科罗拉多州柯林斯堡 2000 East County Road 58，WWV 广播站的国家标准与技术研究所（National Institute of Standards and Technology, Radio Station WWV, 2000 East County Road 58, Fort Collins, Colorado, 80524）咨询。
WWV接受发送到电台ID中提到的地址的接收报告，并以QSL卡作为回复。

### 标准音频频率
WWV和WWVH在大多数分钟内会发射44秒的音频。它们从1秒钟的分钟标记后开始，一直持续到45秒钟后WWVH播报时间的开始。
偶数分钟（第2分钟除外）发送500赫兹，奇数分钟则为600赫兹。每秒有40毫秒的“嘀”声中断。WWVH与此类似，但交换了两个音调。这样更容易区分两个电台；每个电台之间的两个音调在10毫秒内排列相反。
WWV还在每小时的第2分钟播放440Hz音调，这是音乐中常用的音调（A440，即中音C上的A音），UTC日的第一小时除外。由于440赫兹音调每小时只传送一次，因此许多图表记录器可以使用该音调来标记一天中的每一小时，同样，每天省略一次440赫兹音调也可以用来标记每二十四小时。WWVH在每小时的第1分钟发射相同的音调。
WWV或WWVH的语音播报期间均不发送提示音；后者会导致WWV在每小时的第43分钟至第51分钟（含）以及第29分钟至第59分钟期间不发送提示音。同样，WWVH在0、8、9、10、14至19和30分钟内也不发送任何音调。
音频音调和其他语音播报以50%调制（-3dBc）发送。

### 数字时间码
此外，还使用数字时间码连续传送一天的时间，无线电控制的时钟可对其进行解读。时间码使用主信号的100赫兹副载波。也就是说，它是在其他调幅音频信号中额外添加的一个100赫兹的低电平音调。
该编码与IRIGH时间编码和WWVB发送的时间编码相似，框架也相同，但编码的各个字段重新排列，并以最小有效位先发送。与IRIG时间码一样，传输的时间是分钟开始的时间。与IRIG时间码一样，数字数据（分、时、年和年的最后两位数）也以二进制编码十进制（BCD）格式发送，而不是简单的二进制整数：每个十进制数字以两个、三个或四个比特的形式发送（取决于其可能的取值范围）。

#### 位编码
100Hz副载波以-15dBc（18%调制）的振幅传输，从秒钟开始的30毫秒处开始（前30毫秒为秒刻度保留），然后在秒钟内的三个时间点之一降低15dB（至-30dBc，3%调制）。高振幅100Hz副载波的持续时间编码一个数据位0、一个数据位1或一个“标记”，具体如下：
- 如果子载波在秒后减少800毫秒，则表示出现了“标记”。
- 如果子载波在秒后500毫秒减小，则表示数据位值为1。
- 如果子载波在第二秒后减少200毫秒，则表示数据位值为零。

除第一秒（00秒）外，每分钟的每一秒钟都会以这种方式发送一个位或标记。每分钟的第一秒是为分钟标记预留的，如前所述。
在上图中，红色和黄色条表示100Hz副载波的存在，黄色代表强度较高的副载波（-15dB，100%调制），红色代表强度较低的副载波（-30dB，100%调制）。最宽的黄色条代表标记，最窄的代表数值为0的数据位，中间宽度的代表数值为1的数据位。

#### 释义
传输一个完整的时间码需要一分钟。大部分比特编码UTC时间、年月日、世纪年，UT1校正可达±0.7秒。
与WWVB时间码一样，只传送年的十位数和个位数；与WWVB时间码不同的是，没有闰年的直接指示。因此，假定00年是闰年的接收机（在2000年是正确的）在2100年将是不正确的。另一方面，假定00年不是闰年的接收机将正确接收2001年至2399年的数据。
下表显示了每位的含义，其中“Ex”一栏是上例中的值。
| 位  | 高                  | 释义                                        | Ex                  |     | 位 | 高                                                     | 释义 | Ex  |      | 位                                                | 高 | 释义 | Ex |
| :00 | 无100Hz（分钟标记） | 无100Hz（分钟标记）                         | 无100Hz（分钟标记） | :20 | 1  | 小时 例如：21                                          | 1    | :40 | 100  | 一年中的某天（续）                                | 0  |      |    |
| :01 | 0                   | 未使用，始终为0。                           | 0                   | :21 | 2  | 小时 例如：21                                          | 0    | :41 | 200  | 一年中的某天（续）                                | 0  |      |    |
| :02 | DST1                | 今天00:00Z的夏令时状态 示例：00:00Z无夏令时 | 0                   | :22 | 4  | 小时 例如：21                                          | 0    | :42 | 0    | 未使用，始终为0。                                 | 0  |      |    |
| :03 | LSW                 | 月末闰秒                                    | 0                   | :23 | 8  | 小时 例如：21                                          | 0    | :43 | 0    | 未使用，始终为0。                                 | 0  |      |    |
| :04 | 1                   | 年份个位 例如：9                            | 1                   | :24 | 0  | 小时 例如：21                                          | 0    | :44 | 0    | 未使用，始终为0。                                 | 0  |      |    |
| :05 | 2                   | 年份个位 例如：9                            | 0                   | :25 | 10 | 小时 例如：21                                          | 0    | :45 | 0    | 未使用，始终为0。                                 | 0  |      |    |
| :06 | 4                   | 年份个位 例如：9                            | 0                   | :26 | 20 | 小时 例如：21                                          | 1    | :46 | 0    | 未使用，始终为0。                                 | 0  |      |    |
| :07 | 8                   | 年份个位 例如：9                            | 1                   | :27 | 0  | 未使用，始终为0。                                      | 0    | :47 | 0    | 未使用，始终为0。                                 | 0  |      |    |
| :08 | 0                   | 未使用，始终为0。                           | 0                   | :28 | 0  | 未使用，始终为0。                                      | 0    | :48 | 0    | 未使用，始终为0。                                 | 0  |      |    |
| :09 | P1                  | 标记                                        | M                   | :29 | P3 | 标记                                                   | M    | :49 | P5   | 标记                                              | M  |      |    |
| :10 | 1                   | 分钟 例如：30                               | 0                   | :30 | 1  | 一年中的日期 1=1月1日， 32=2月1日，以此类推。 例如：86 | 0    | :50 | +    | DUT1符号（1=正）                                  | 1  |      |    |
| :11 | 2                   | 分钟 例如：30                               | 0                   | :31 | 2  | 一年中的日期 1=1月1日， 32=2月1日，以此类推。 例如：86 | 1    | :51 | 10   | 年份的十位 例如：0                                | 0  |      |    |
| :12 | 4                   | 分钟 例如：30                               | 0                   | :32 | 4  | 一年中的日期 1=1月1日， 32=2月1日，以此类推。 例如：86 | 1    | :52 | 20   | 年份的十位 例如：0                                | 0  |      |    |
| :13 | 8                   | 分钟 例如：30                               | 0                   | :33 | 8  | 一年中的日期 1=1月1日， 32=2月1日，以此类推。 例如：86 | 0    | :53 | 40   | 年份的十位 例如：0                                | 0  |      |    |
| :14 | 0                   | 分钟 例如：30                               | 0                   | :34 | 0  | 一年中的日期 1=1月1日， 32=2月1日，以此类推。 例如：86 | 0    | :54 | 80   | 年份的十位 例如：0                                | 0  |      |    |
| :15 | 10                  | 分钟 例如：30                               | 1                   | :35 | 10 | 一年中的日期 1=1月1日， 32=2月1日，以此类推。 例如：86 | 0    | :55 | DST2 | 今天24:00的夏令时状态 示例：今天24:00无夏令时     | 0  |      |    |
| :16 | 20                  | 分钟 例如：30                               | 1                   | :36 | 20 | 一年中的日期 1=1月1日， 32=2月1日，以此类推。 例如：86 | 0    | :56 | 0.1  | DUT1震级（0至0.7秒）。 DUT1=UT1−UTC。 例如：0.3秒 | 1  |      |    |
| :17 | 40                  | 分钟 例如：30                               | 0                   | :37 | 40 | 一年中的日期 1=1月1日， 32=2月1日，以此类推。 例如：86 | 0    | :57 | 0.2  | DUT1震级（0至0.7秒）。 DUT1=UT1−UTC。 例如：0.3秒 | 1  |      |    |
| :18 | 0                   | 未使用，始终为0。                           | 0                   | :38 | 80 | 一年中的日期 1=1月1日， 32=2月1日，以此类推。 例如：86 | 1    | :58 | 0.4  | DUT1震级（0至0.7秒）。 DUT1=UT1−UTC。 例如：0.3秒 | 0  |      |    |
| :19 | P2                  | 标记                                        | M                   | :39 | P4 | 标记                                                   | M    | :59 | P0   | 标记                                              | M  |      |    |

所示示例对2009年第86天（3月27日）21:30:00UTC进行了编码。DUT1为+0.3，因此UT1为21:30:00.3。上一个00:00UTC(DST1=0)时夏令时未生效，下一个00:00UTC(DST2=0)时也不会生效。没有安排闰秒（LSW=0）。年日通常从1（1月1日）到365（12月31日），但在闰年，12月31日将是第366天，第86天将是3月26日，而不是3月27日。

#### 夏令时和闰秒
时间码包含三个位，用于宣布夏令时（DST）的变化和即将到来的闰秒。
- 位:03在计划以闰秒结束的月份开始时被设置。当闰秒发生时，该位清零。
- 位:55（DST2）在DST生效前的UTC午夜设置。它在标准时间恢复前的UTC午夜清零。
- 位:02（DST1）在DST生效后的UTC午夜设置，在标准时间恢复后的UTC午夜清零。

如果DST1和DST2位不同，则表示DST在当前UTC日期间的下一个当地时间02:00发生变化。在此之后的下一个当地时间02:00之前，这两个比特将保持一致。DST比特的每次变化都发生在00:00UTC，因此美国本土将在16:00（太平洋标准时间）至20:00（东部标准时间）之间首次收到，具体取决于当地时区以及DST即将开始还是结束。因此，东部时区（UTC-5）的接收机必须在夏令时开始前7小时和夏令时结束前6小时内正确接收“夏令时正在改变”的指示，才能在正确的时间改变本地时间显示。中央时区、山地时区和太平洋时区的接收器则分别需要提前1小时、2小时和3小时接收到通知。
在闰秒期间，时间码中会传送一个二进制的零位；在这种情况下，分钟前不会有标记。